# Georg Michael Wittmann

Georg Michael Wittmann (1760–1833)

Georg Michael Wittmann (* 22. Januar 1760 in Pleystein; † 8. März 1833 in Regensburg) war Weihbischof in Regensburg und seit 1. Juli 1832 ernannter Bischof von Regensburg.

## Leben
Georg Michael Wittmann war der Sohn eines Hammergutsbesitzers auf Gut Finkenhammer bei Pleystein/Opf. in Bayern. Nach einem Vorbereitungsjahr in der Amberger Lateinschule trat er in das Erasmus-Gymnasium Amberg ein, wo er sein Abitur ablegte. Ab 1778 war er Stipendiat am Heidelberger Konvikt Seminarium Carolinum und besuchte gleichzeitig die Universität Heidelberg. Nach dem dortigen Studium der Philosophie – hier erwarb er das Doktordiplom – und der Theologie, empfing Wittmann am 21. Dezember 1782 in Regensburg die Priesterweihe. Zunächst als Hilfspriester auf dem Lande tätig, wurde er 1788 in die Bischofsstadt Regensburg berufen. Als Subregens und ab 1802 als Regens des Priesterseminars, das im Mittelmünster untergebracht war, widmete er sich 45 Jahre lang der Ausbildung zukünftiger Priester. Er galt als Reformer der Priesterausbildung und setzte neue Maßstäbe. Als Subregens wurde von ihm Johann Nepomuk Ring berufen.
Von 1804 bis 1829 war Wittmann gleichzeitig Pfarrer der Dompfarrei in Regensburg sowie seit 1821 Domkapitular. In diesen Ämtern entwickelte sich Wittmann zu einem der verehrungswürdigsten Priester des Bistums. Das war wesentlich auf seinen persönlichen Einsatz für Menschen im Verlauf der Schlacht bei Regensburg im Jahr 1809 zurückzuführen.
Damals lieferten sich in den Straßen der in Brand geratenen südlichen Stadtteile von Regensburg französische und österreichische Soldaten blutige Straßen- und Häuserkämpfe, in die auch die Bewohner der Stadt verwickelt wurden. Wittmann eilte durch die brennenden Straßen und trug mit Hilfe der Priesterstudenten persönlich Verwundete in die Kellerräume des Priesterseminars im ehemaligen Jesuitenkloster Mittelmünster, dessen Gebäude bereits in Flammen standen. Auch in den Folgetagen betreute er verwundete und sterbende Soldaten, die zu Hunderten in den Straßen lagen, und transportierte sie ins Lazarett auf dem Unteren Wöhrd. Auch 1813 während der Typhusepidemie betreute er persönlich die Erkrankten und verwehrte seinen Priesterstudenten den Zutritt, um sie zu schützen. Jedoch wurde er von Studenten wegen seiner unmäßigen Strenge und wegen kleinlicher Überängstlichkeit in kirchlichen Dingen auch so stark kritisiert, dass Fürstbischof Karl Theodor von Dalberg eine Visitation anordnete, weil Wittmann offenbar zu stark den geistlichen Erziehungsmethoden der Vergangenheit verpflichtet war.
Immer wieder sehr besorgt war Wittmann um die Armen, für die er den dritten Teil seines Einkommens und seines väterlichen Erbes vorgesehen hatte. Besonders sorgte er für arme Kinder unter den von ihm betreuten 600 Schulkindern, die er alle namentlich kannte. Wenn diese Kinder ohne Strümpfe und hungrig in die Schule kamen, kaufte er Strümpfe und Suppe und verteilte sie an die Kinder in der Schule. Andererseits waren ihm lachende und geschwätzige Kinder zuwider. Besondere Anstrengungen mit bezahlten Spitzeln unternahm er, um die ihm verhassten Badeplätze in der Donau und die Namen der dort badenden Kinder zu erfahren, die er dann unnachsichtig bestrafte und deren Namen er akribisch in ein Buch eintrug.
Am 21. Mai 1829 wurde Wittmann zum Weihbischof in Regensburg und Titularbischof von Comama ernannt. Die Bischofsweihe erhielt er am 28. Juni 1829 durch den Erzbischof von München und Freising, Lothar Anselm von Gebsattel. Er wurde zum Dompropst und zugleich Generalvisitator ernannt; 1830 folgte die Bestellung zum Generalvikar. Am 15. Mai 1831 erfolgte die Ernennung zum Titularbischof von Miletopolis. Nach dem Tod des Regensburger Bischofs Johann Michael Sailer ernannte ihn König Ludwig I. von Bayern am 1. Juli 1832 zu dessen Nachfolger. Noch vor dem Eintreffen der päpstlichen Bestätigung starb Wittmann am 8. März 1833 im Ruf der Heiligkeit.
Wittmann war maßgeblich bei der Übersetzung und Herausgabe einer Volksbibel beteiligt und hinterließ umfangreichen Briefwechsel sowie Werke über die Bibel, das Breviergebet, den Zölibat und die Jugenderziehung. Er überzeugte durch Lauterkeit und sozialen Einsatz. Wittmann unterstützte seine Schülerin Maria Theresia von Jesus Gerhardinger bei der Verbesserung der schulischen Ausbildung von Mädchen, durch die es zur Gründung der Kongregation der Armen Schulschwestern von Unserer Lieben Frau kam. Die Genehmigung der Kongregation durch König Ludwig I. im März 1834 erlebte Wittmann nicht mehr.
Begraben wurde Wittmann im nördlichen Seitenchor des Doms. Sein Herz wurde im März 1833, begleitet von einem nicht übersehbaren Leichenzug, im von ihm 1806 erbauten Peterskirchlein beim Bahnhof beigesetzt.

## Seligsprechungsprozess
1956 wurde ein Seligsprechungsprozess eingeleitet. Papst Franziskus erkannte ihm am 28. November 2019 den heroischen Tugendgrad zu.

## Werke
- Katholische Grundsätze über die Ehen, welche zwischen Katholiken und Protestanten geschlossen werden, 1831
- Vollständige Sittenlehre nach Ordnung der zehn Gebote Gottes in 29 Christenlehren, 1832
- Der Beichtvater für das jugendliche Alter, 1833
- Katholische Prinzipien von der heiligen Schrift, 1834
- Über den Pentateuch Moses, 1834
- Anmahnung zum Caelibate, 1834
- Ueber den moralischen Nutzen des Breviergebetes, 1834
- Ein Büchlein geistlicher Betrachtungen über die zwölf Glaubensartikel und das Leiden Christi, 1838
- Erklärung der heiligen Evangelien, der Apostelgeschichte und einiger Briefe des heil. Paulus, 1844
- Christkatholische Liturgik, hrsg. Michael Sintzel, 1844
- Exercitien für Priester und Priesteramtskandidaten, 1845
- Übersetzung und Erklärung der Psalmen, hrsg. Michael Sintzel, 1846